# جيانكارلو فيريتي
جيانكارلو فيريتي (بالإيطالية: Giancarlo Ferretti)‏ مواليد 16 أكتوبر 1941 في لوغو، إميليا-رومانيا، إيطاليا، هو دراج سابق.

## روابط خارجية
- جيانكارلو فيريتي على موقع أرشيف الدراجات (الإنجليزية)
- جيانكارلو فيريتي على موقع إحصائيات الدراجات الإحترافية (الإنجليزية)
- جيانكارلو فيريتي على موقع CycleBase (الإنجليزية)